# Dawlish
Pour les articles homonymes, voir Dawlish (homonymie).

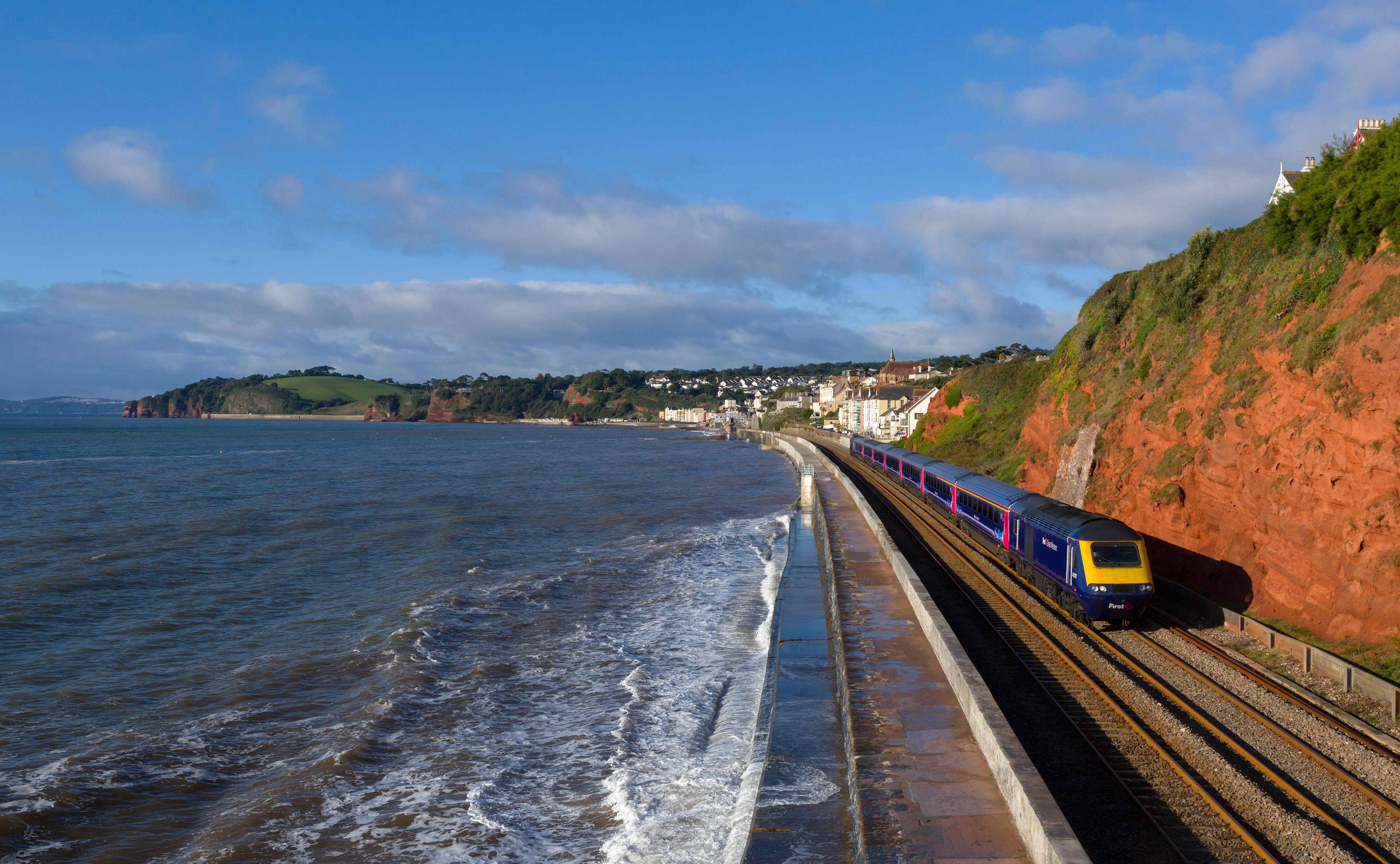
La ligne de chemin de fer issue de la Great Western Railway à Dawlish. Septembre 2015.

Dawlish est une ville et une station balnéaire sur la côte méridionale du Devon, en Angleterre. Lors de 2001 elle comptait 12 819 habitants. Elle est située dans le district de Teignbridge.
Depuis 1830, la ville est dominée par la principale ligne de chemin de fer entre Exeter et Plymouth, qui suit le bord de mer. La ville a une gare sur la ligne, desservie par les trains locaux.
Dawlish est jumelée avec la ville de Carhaix en Bretagne.

## Personnalités liées
- Hugh Oakeley Arnold-Forster (1855-1909), homme politique et écrivain, y est né.
- Aylward Manley Blackman (1883-1956), égyptologue, y est né.
- Caroline Louisa Burnaby (1831-1918), l'arrière-grand-mère maternelle de la reine Élisabeth II, y est morte.
- Sir William Grant (1752-1832), avocat britannique, membre du Parlement et maître des rôles, y est mort.
- George Legge (3e comte de Dartmouth) (1755-1810), homme politique, y est mort.
- Robert James Shuttleworth (1810-1874), botaniste et un malacologiste,  y est né.

## Jumelages
Carhaix-Plouguer (France)